# Spirograph (Kinematographie)
Der Spirograph war ein 1901 unter dem Namen Reihenapparat bzw. Vita erfundenes Gerät zur Herstellung und Wiedergabe von kurzen Filmen. Das Gerät wurde als „Familien-Kinematograph“ beworben.
Die Erfinder des Geräts waren die drei Wiener Leo Friedrich Herrmann, Josef Swoboda und Carl Lutzenberger. Ihr Reihenapparat – auch unter dem Namen Vita beworben, möglicherweise in Anlehnung an das Vitaskop von Armat – nahm die Bilder, spiralförmig angeordnet, auf einer Scheibe auf, sodass eine Filmlänge von rund 40 Sekunden erreicht werden konnte. Das Filmmaterial war in einer lichtdichten Kassette enthalten, die in das Gerät eingelegt und ausgewechselt werden konnte.
Der Apparat konnte sich in Europa nicht durchsetzen, hatte aber in den Vereinigten Staaten Erfolg. Dort erschien er unter dem Namen Spirograph und konnte sich unter Amateurfilmern verbreiten. Als 1913 Thomas Edison mit seinem „Heimkino“ auf den Markt kam, verlor der Spirograph seine Bedeutung.